# Apocrypha (The X-Files)
«Apocrypha» es el decimosexto episodio de la tercera temporada de la serie de televisión estadounidense de ciencia ficción The X-Files. Se estrenó en la cadena Fox el 16 de febrero de 1996. Fue dirigido por Kim Manners y escrito por Frank Spotnitz y el creador de la serie Chris Carter. «Apocrypha» incluyó apariciones de John Neville, Don S. Williams y Brendan Beiser. El episodio ayudó a explorar la mitología general o la historia ficticia de The X-Files. «Apocrypha» obtuvo una calificación Nielsen de 10,8, siendo visto por 16,71 millones de personas en su transmisión inicial.
El programa se centra en los agentes especiales del FBI Fox Mulder (David Duchovny) y Dana Scully (Gillian Anderson) que trabajan en casos relacionados con lo paranormal, llamados expedientes X. En este episodio, Mulder regresa de Hong Kong y encontró al agente rebelde Alex Krycek (Nicholas Lea) mientras investigaba un misterioso aceite negro que altera la mente. Mientras tanto, Scully persigue al hombre que cree que mató a su hermana. «Apocrypha» es la segunda parte de un episodio de dos partes, que continúa la trama del episodio anterior, «Piper Maru».
«Apocrypha» fue el primer episodio centrado en la mitología dirigido por Manners e hizo uso de una mezcla de efectos físicos y digitales para crear el aceite negro antagónico del episodio. Los decorados del episodio también se ampliaron con efectos digitales, lo que amplificó lo que se podía construir dentro del presupuesto dado.

## Argumento
El 19 de agosto de 1953, un tripulante quemado habla con tres agentes del gobierno sobre su experiencia en el submarino Zeus Faber, completando la historia contada en el episodio anterior. Explica que él y otros miembros de la tripulación fueron encerrados con su capitán, que fue infectado por el aceite negro. Después de ser noqueado por la espalda, el aceite negro abandona el cuerpo del capitán y sale por una rejilla hacia el mar. Se revela que Bill Mulder y el fumador son dos de los agentes que están entrevistando al tripulante.
En el presente, Fox Mulder y Alex Krycek regresan a los Estados Unidos, pero otros vehículos los sacan de la carretera. Los atacantes intentan arrestar a Krycek, pero se lesionan gravemente cuando emite una luz intermitente. El fumador ve sus cuerpos y ordena su destrucción. Mulder, quien quedó inconsciente en el choque, se despierta en el hospital. Dana Scully le cuenta a Mulder lo ocurrido a Walter Skinner, y dice que un análisis de saliva ha identificado a su tirador como la misma persona que mató a su hermana Melissa.
El sindicato se reúne para discutir los eventos que rodean al Piper Maru y se dan cuenta de que alguien está filtrando información. Mientras tanto, Skinner le dice a Scully que reconoce a su tirador como el hombre que estaba con Krycek cuando le robaron la cinta digital. Mulder cree que el aceite que se encuentra en el traje de buceo y Gauthier es un medio utilizado por un extraterrestre para trasladarse de cuerpo en cuerpo, y que Krycek está actualmente ocupado por él. Mulder y los pistoleros solitarios usan la clave de Krycek para recuperar la cinta de una taquilla en una pista de hielo, pero Mulder encuentra la caja vacía. Krycek devuelve la cinta al fumador a cambio de la ubicación del ovni recuperado.
Como Luis Cardinal es identificado como el tirador de Skinner, el sindicato amonesta al fumador por mover el ovni a una nueva ubicación. Frotando un lápiz sobre el sobre que contiene la caja de la cinta, Mulder encuentra un número de teléfono que lo conecta con las oficinas donde se establecen los miembros del sindicato. Mulder habla con el hombre de las uñas perfectas, quien le ofrece reunirse con él. El hombre de las uñas perfectas le dice a Mulder que un ovni fue hundido durante la Segunda Guerra Mundial y que la historia de una bomba atómica hundida fue utilizada para encubrir su intento de recuperación. Él revela que cualquiera puede llegar, lo que hace que Mulder le pida a Scully que controle a Skinner.
Scully acompaña a Skinner mientras lo transportan en una ambulancia. Cuando Cardinal intenta entrar, ella lo registra y lo arresta. Cardinal le dice que Krycek se dirige a un silo de misiles abandonado en Black Crow, Dakota del Norte. Allí, los agentes son capturados por los hombres del fumador y son escoltados. En el fondo, Krycek se sienta encima del ovni y tose el aceite negro, que se filtra en la nave. Skinner se recupera y vuelve al trabajo. Mulder ve a Scully en la tumba de Melissa, contando que Cardinal fue encontrado muerto en su celda. Mientras tanto, Krycek está atrapado dentro del silo, golpeando la puerta en un intento de que lo suelten.

## Producción

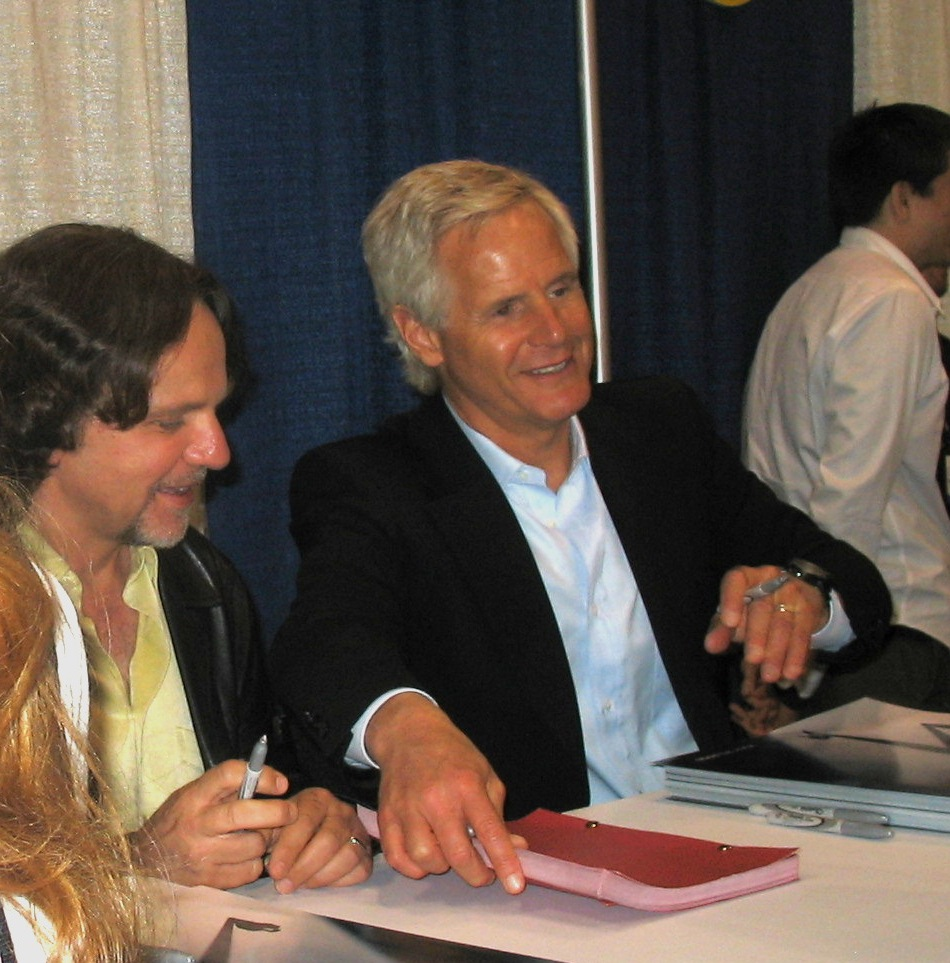
Los escritores Frank Spotnitz (izquierda) y Chris Carter (derecha) en 2008

La concepción del episodio se basó en una serie de imágenes visuales que el creador Chris Carter había querido incluir en un guion «desde el principio del programa». La imagen era de un flashback en blanco y negro que tenía lugar en un submarino.
El título del episodio es una referencia a los escritos apócrifos bíblicos, que el creador de la serie Chris Carter consideró apropiado para las preocupaciones temáticas del episodio: documentos ocultos y verdades que no se han revelado. El director Kim Manners había dirigido varios episodios independientes del «monstruo de la semana», pero este fue su primer episodio centrado en la mitología. Manners explicó que «hay una contribución creativa individual de los directores» en los episodios independientes, pero que con los episodios de mitología «lo que necesitas como director es estar seguro de que las actuaciones están ahí... y que el hilo es presentado en su forma más limpia e interesante».
Nicholas Lea fue equipado con una máscara con tubos para la escena donde el aceite negro extraterrestre deja su cuerpo. Lea dijo que filmar la escena fue horrible y que la escena terminó teniendo que ser filmada nuevamente unos días después. La escena similar del comienzo del episodio con el capitán del submarino se logró con una cabeza falsa. La representación del aceite en esta escena se filmó originalmente utilizando un fluido magnético tirado junto con imanes, aunque el resultado final de esto no se consideró lo suficientemente «amenazante» y parecía «un poco cómico». Para solucionar este problema, el escenario de sonido utilizado para representar el interior del submarino se reconstruyó para que pudiera balancearse hacia adelante y hacia atrás, y el movimiento se utilizó para guiar el flujo de un líquido diferente. Este efecto luego se mejoró digitalmente en posproducción. El efecto de aceite negro sobre los ojos de las personas se logró al insertar el metraje digitalmente en posproducción.
El silo de misiles utilizado para la escena culminante del episodio estaba incompleto cuando se filmó la escena, ya que al equipo no le quedaba suficiente tiempo ni dinero para completar el set. El equipo construyó el silo incompleto en un escenario de sonido alrededor de un accesorio de nave espacial completo, y pudieron ampliar digitalmente el set con interiores generados por computadora para dar la impresión de un silo mucho más grande. Las tomas exteriores del edificio del silo también se mejoraron digitalmente, con varios edificios y maquinaria creados con imágenes generadas por computadora y compuestas en las tomas exteriores.

## Recepción
«Apocrypha» se estrenó en la cadena Fox el 16 de febrero de 1996. El episodio obtuvo una calificación familiar de Nielsen de 10,8 con una participación de 18, lo que significa que aproximadamente el 10,8 por ciento de todos los hogares equipados con televisión y el 18 por ciento de los hogares que miran televisión estaban sintonizados en el episodio. Un total de 16,71 millones de espectadores vieron este episodio durante su emisión original.
En una descripción general de la tercera temporada de Entertainment Weekly, «Apocrypha» recibió una calificación de A. La revisión señaló que el episodio ofrecía «algunas progresiones interesantes en el gran tema» de la serie, aunque también «valió la pena solo por el increíble final en el sitio de misiles». Escribiendo para The A.V. Club, Zack Handlen también calificó el episodio con una A. Handlen sintió que el episodio fue impresionante en su impresión general, pero que los detalles no eran necesariamente importantes; También agregó que la naturaleza cíclica de la trama de la mayoría de los episodios de mitología no era algo que sintiera negativamente, y señaló que aunque los protagonistas de la serie a menudo son derrotados, «no se pueden corromper, disuadir o deshacer». El coguionista Frank Spotnitz dijo sobre el episodio: «De hecho, creo que no aprendiste mucho más sobre la conspiración en estos dos episodios, pero emocionalmente, creo que fueron muy buenos episodios... Es muy fácil pasar por un muchas de estas cosas de acción con personas muriendo y nunca abordarlas. Así que pensé que era muy interesante hacerlo».